# Ralph Izard
Ralph Izard (ur. 23 stycznia 1741 lub 1742, zm. 30 maja 1804) – amerykański polityk.
Ralph Izard urodził się 23 stycznia 1741 lub 1742 roku w pobliżu Charleston w Karolinie Południowej. Wyjechał do Londynu aby studiować filologię klasyczną. W roku 1761 wstąpił do kolegium Trinity Hall na Uniwersytecie Cambridge. W 1764 roku na krótko powrócił do Ameryki Północnej, jednak powrócił do Europy. W 1771 roku na stałe zamieszkał w Londynie, a w 1776 roku przeprowadził się do Paryża. Stamtąd wspierał rewolucję amerykańską organizując fundusze na budowę floty i uczestnicząc w negocjacjach z Francuzami. W 1780 roku powrócił do Stanów Zjednoczonych. W latach 1782–1783 był członkiem Kongresu Kontynentalnego.
W latach 1789–1795 reprezentował stan Karolina Południowa w Senacie Stanów Zjednoczonych. Jako senator bronił instytucji niewolnictwa, był przeciwny uchwaleniu Karty Praw Stanów Zjednoczonych Ameryki oraz uczestniczył w tworzeniu federalnego sądownictwa. W 1794 pełnił funkcję przewodniczącego pro tempore Senatu Stanów Zjednoczonych.
Po upłynięciu kadencji w 1795 roku, wycofał się z polityki. Zmarł 30 maja 1804 roku w pobliżu Charleston w Karolinie Południowej. Pochowany jest na lokalnym cmentarzu.